# Téteghem

Téteghem este o comună în departamentul Nord, Franța. În 1 ianuarie 2018 avea o populație de 6.926 de locuitori.